# بصل النخاع
پیاز مغز، بصل‌النخاع، نخاع مستطیل یا مدولا (به انگلیسی: medulla oblongata)؛ قسمتی از مغز است که قشر مغز را با نخاع مرتبط می‌کند و بخشی از ساقه مغز است.
پیاز مغز پایین‌ترین بخش مغز است. دارای ۳ سانتی‌متر طول و ۱۰ گرم جرم است. پیاز مغز، نخاع را به مغز پیوند می‌دهد. شکل پیاز مغز به صورت یک مخروط ناقص است که قاعده بزرگ آن بالا و قاعده کوچک آن پایین قرار گرفته‌است.
مخچه در پشت آن قرار گرفته‌است. بطن چهارم در پیاز مغز قرار دارد. بسیاری از مراکز حیاتی در پیاز مغز هستند. این عضو نیز دارای ماده خاکستری و سفید است. در پیاز مغز مرکز تنظیم تنفس قرار دارد و قطع آن باعث مرگ انسان می‌شود. در ضمن این عضو مرکز اعمال گوارشی از قبیل جویدن، سرفه و استفراغ و نیز مرکز تغییردهنده قطر رگ‌ها است.
بصل‌النخاع در بالای نخاع و در پایین پل مغزی قرار دارد؛ حد پایینی آن عمق سوراخ بزرگ پس‌سری و به عبارت دیگر کنار بالایی مهرهٔ اطلس است. بصل‌النخاع از طرف جلو با ناودان قاعده‌ای (بازیلار) استخوان پس‌سری (اکسی‌پیتال) و از طرف عقب مجاور مخچه است. طول بصل‌النخاع، ۳، عرض آن ۲ و ضخامت آن ۱٫۲۵ سانتی‌متر است. بصل‌النخاع را اصطلاحاً پیاز مغزی می‌نامند.

## کالبدشناسی (آناتومی)

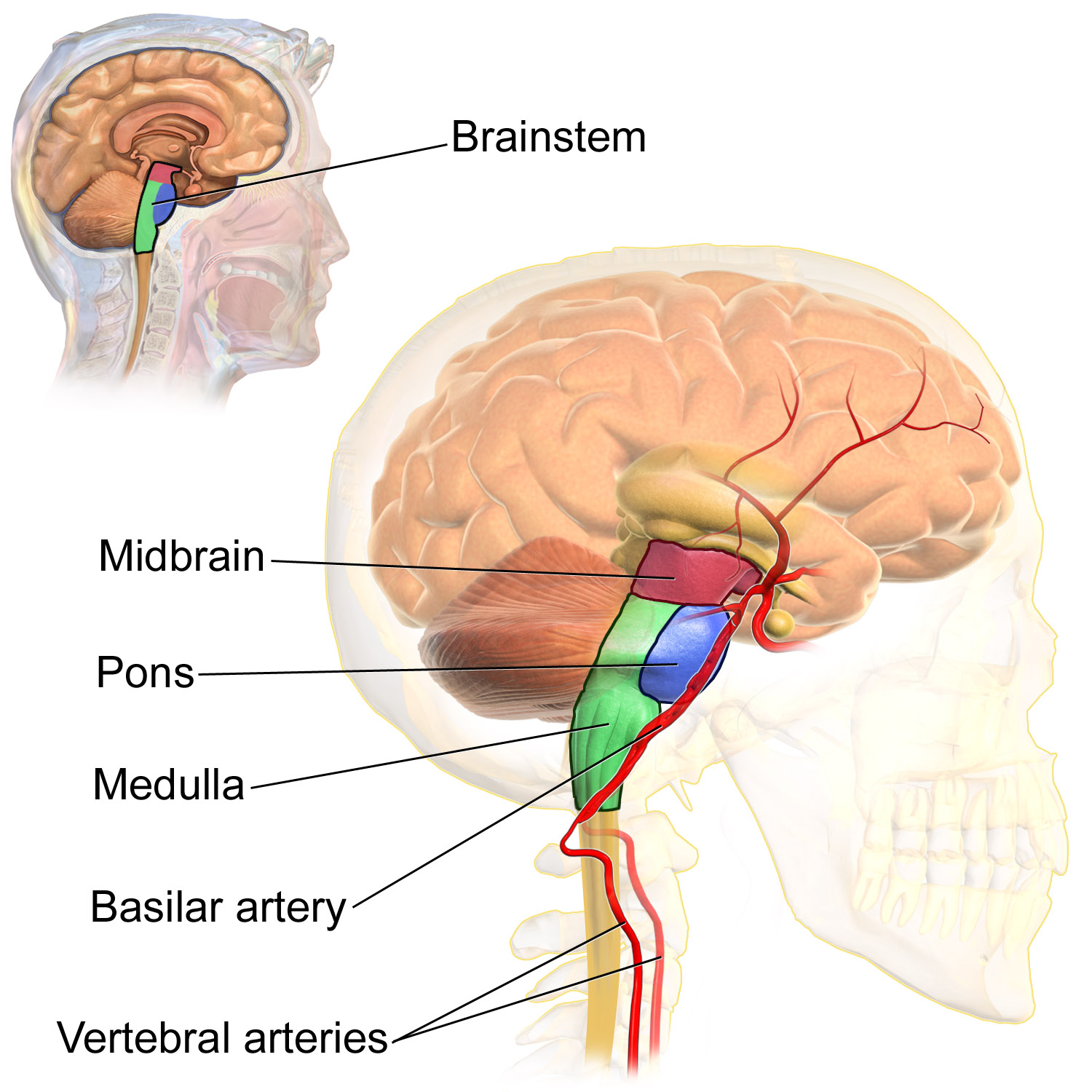
پیاز مغز در تصویر به رنگ سبز.

از نظر ساختمانی، هرمی یا پیازی شکل بوده و طول، عرض و قطر قدامی خلفی آن به ترتیب ۳، ۲، و ۱٫۵ سانتی‌متر است. بصل النخاع یا پیاز مغز، پایین‌ترین بخش ساقهٔ مغز بوده که در حد فاصل کنار تحتانی پل مغزی و کنار فوقانی نخاع قرار گرفته‌است و اولین عصب نخاعی گردن C1 دقیقاً از زیر بصل النخاع منشأ می‌گیرد. بصل النخاع در بخش قدامی حفرهٔ مغزی خلفی و در بالای سوراخ بزرگ پس‌سری (فورامن مگنوم) واقع شده‌است و در جهت قدامی در مجاورت با نَشیب Clivus  یا استخوان پس‌سری و پرده‌های مغزی و نیز در جهت خلفی در مجاورت درهٔ مخچه vallecula قرار می‌گیرد.
بصل‌النخاع و سایر بخش‌های مغز خلفی (پل مغزی و مخچه) در فضای زیر چادر مخچه‌ای infratentorial space مستقر می‌شوند. تومورهای مغزی این ناحیه باعث افزایش فشار داخل مغزی می‌شوند که از جمله عوارض این افزایش فشار می‌توان به سردرد، استفراغ، و پاپیلدما (خیز و پرخونی بینایی که معمولاً همراه با افزایش فشار درون جمجمه‌ای می‌باشد) اشاره کرد.

## کارکرد
این دستگاه عصبی علاوه بر نقش ارتباطی بین مغز و نخاع، اعمال خودکار و غیرارادی مهمی را کنترل می‌کند. از جمله گردش خون (تعداد ضربان قلب)، تنفس (مثل سرفه و عطسه و دم و بازدم) و اعمال دستگاه گوارش (بلع، تهوع و استفراغ)، پیاز مغز به دلیل اینکه مرکز کنترل بخش عصبی خود مختار است در تنظیم و هماهنگی بین ۳ دستگاه گوارش و گردش مواد و همچنین دستگاه تنفسی نقش مهمی ایفا می‌کند به عنوان مثال دریچه اپی گلوت در دستگاه تنفسی که بر روی نای قرار دارد باید در هنگام بلع بسته شود این بخش از مغز این کار را انجام می‌دهد و منجر به هماهمنگی خوب این دو دستگاه می‌شود.
وظایف و ویژگی‌های بصل‌النخاع عبارتند از:
1. مرکز کُندکننده ضربان قلب
2. بصل النخاع به دلیل مهم بودن به گرهٔ حیات معروف است.
3. مرکز اصلی تنظیم تنفس
4. مرکز گوارش
5. مرکز ترشح
6. مرکز تنظیم کردن فشار خون و ضربان قلب
7. مرکز برخی انعکاس‌ها مانند عطسه، سرفه و بلع

## نگارخانه

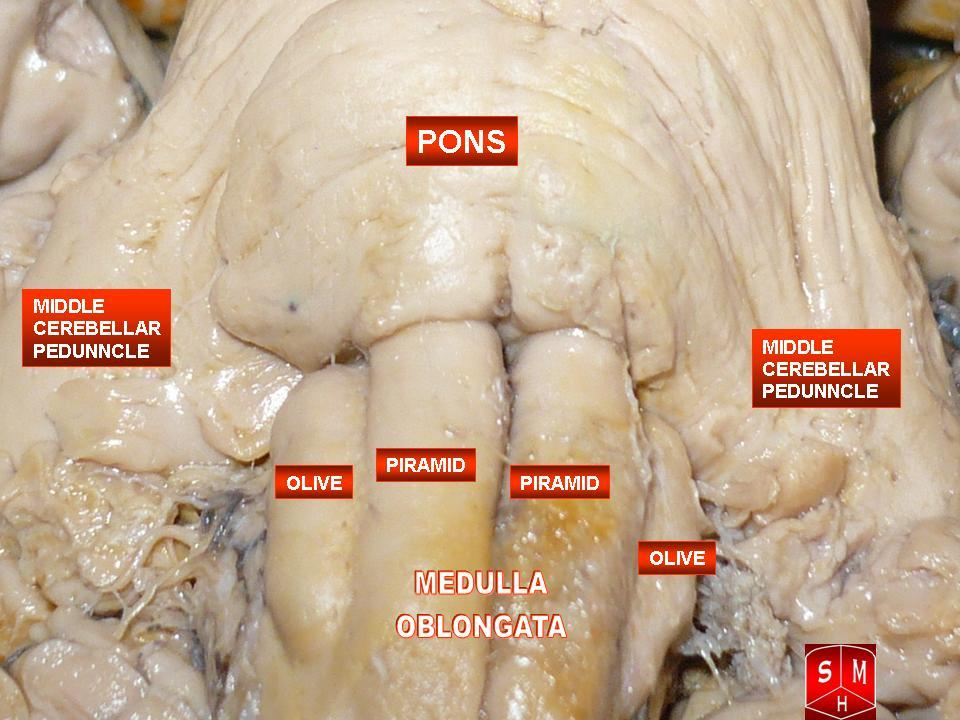
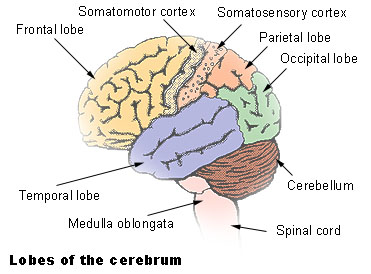
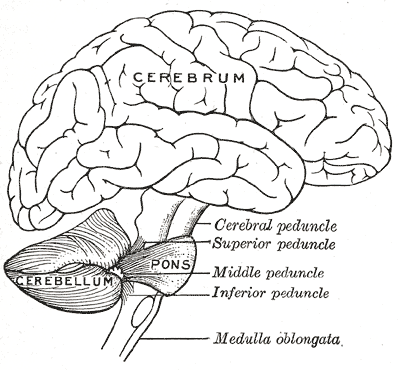
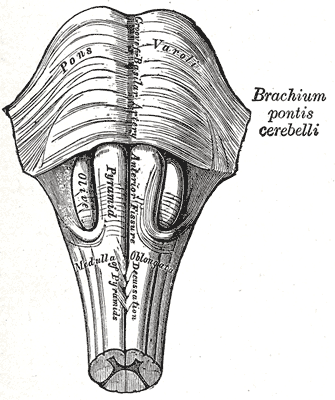
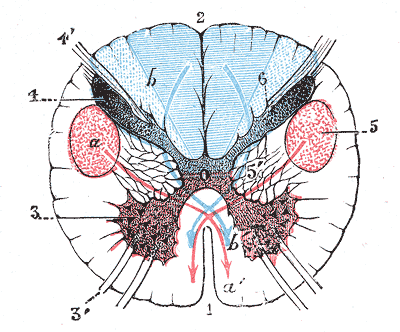
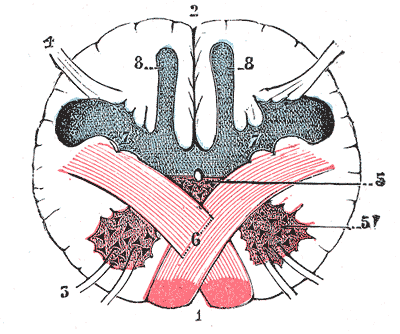
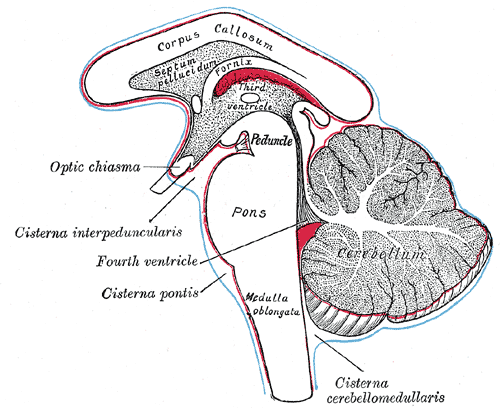
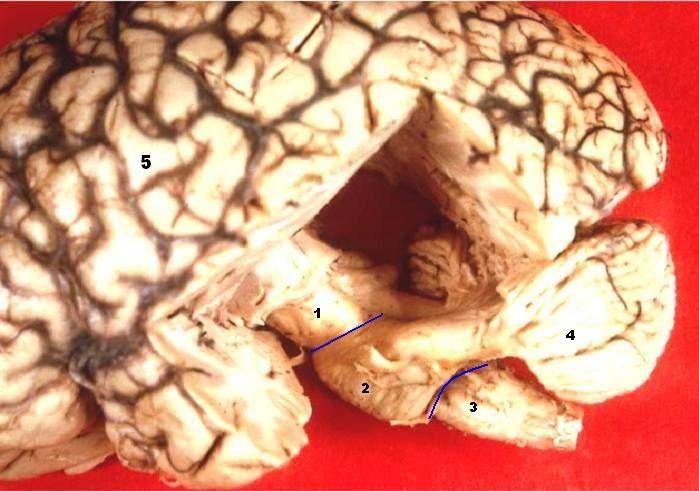
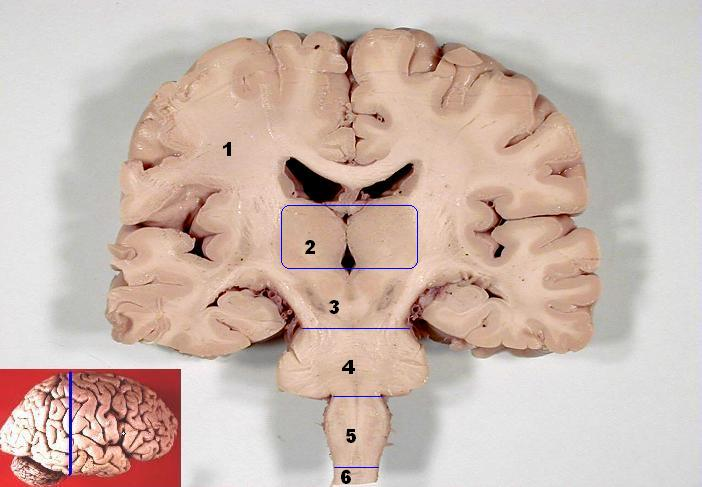
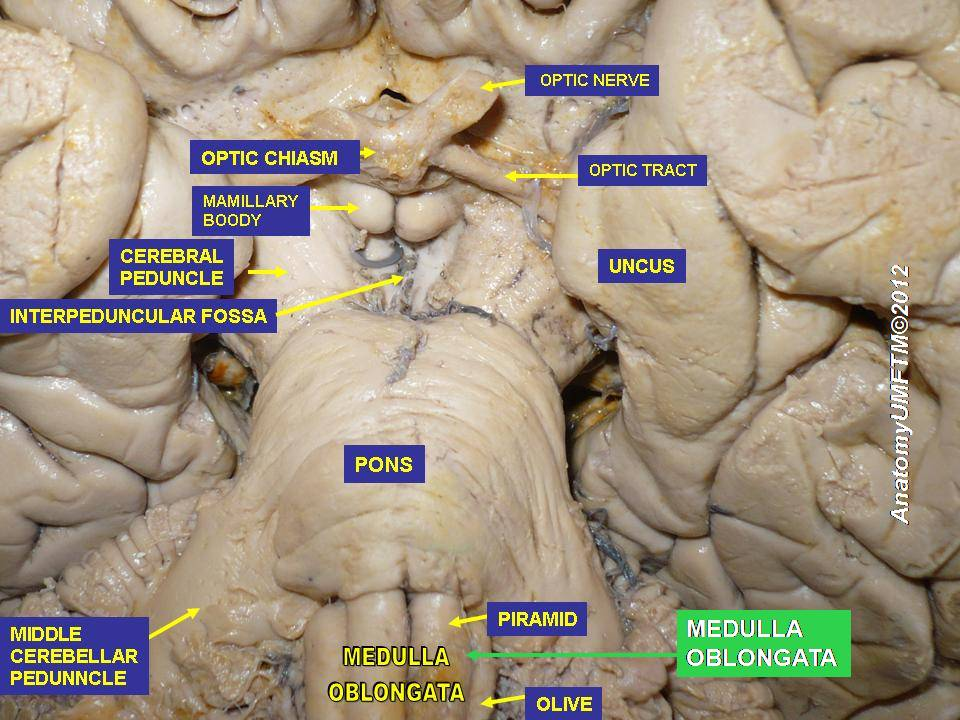
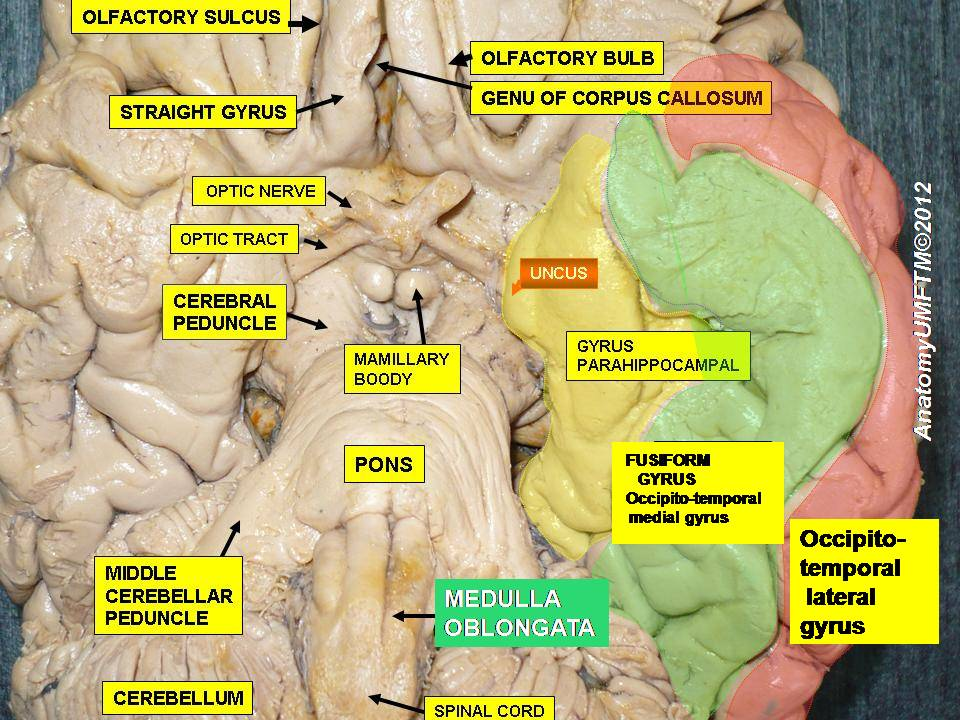